# Auditório Nacional de Música
O Auditório Nacional de Música um centro cultural situado na cidade espanhola de Madrid. O edifício é obra do arquitecto José Mª García de Paredes, e foi inaugurado a 21 de Outubro de 1988. É a sede da Orquesta Nacional de España e do Coro Nacional de España.

## Ligagões externas
- Site oficial do Auditório Nacional de Música.